# Cody Calafiore
Cody Christopher Calafiore (Hackensack, Nueva Jersey, 13 de diciembre de 1990) es una personalidad de la televisión de telerrealidad estadounidense y exactor y modelo. Fue el subcampeón en el reality show Big Brother 16 en 2014. Ahora es agente de bienes raíces para Keller Williams Realty. Más tarde fue coronado ganador de Big Brother 22: All-Stars en 2020.

## Primeros años y formación
Nació el 13 de diciembre de 1990 en Hackensack, Nueva Jersey.[cita requerida] Asistió a la Universidad de Monmouth, donde fue miembro del equipo de fútbol antes de trasladarse a la Universidad del Temple, donde se graduó de la Fox School of Business and Management con una licenciatura en administración de empresas. Jugó para el equipo de fútbol Temple Owls del 2010 al 2012.
Probó con la Columbus Crew en pretemporada, antes de un daño de tobillo acabó su carrera de fútbol.

## Hermano grande

### Temporada 16
Calafiore entró en la casa de Gran Hermano el día 1 con el primer grupo de concursantes.. El día 2 formó una alianza con Derrick Levasseur  llamada "The Hitmen". A lo largo de la temporada, los dos trabajaron juntos en secreto con el objetivo final de ser los 2 últimos jugadores que quedan en el juego en la noche final. Calafiore inicialmente ganó el Head of Household ( (HOH) en la semana 2, pero su victoria fue anulada después de que los productores lo vieron tocar el suelo antes de tocar el timbre. En la semana 4, Calafiore ganó HOH junto a Frankie Grande y nominó a Victoria Rafaeli y Brittany Martínez para el desalojo. Los nominados de Calafiore perdieron la competencia Battle of the Block, por lo tanto, Calafiore permaneció como HOH y Grande fue destronado. [cita requerida]
En la semana 8, Calafiore fue nominado para desalojo junto a Caleb Reynolds por HOH Grande. Calafiore y Reynolds perdieron la competencia BOTB y como resultado permanecieron en el bloque. Luego, Calafiore fue nominado aparte de su ex aliado Zach Rance después de que Grande usó el punto de vista de Caleb y puso la puerta trasera a Rance. Calafiore sobrevivió al desalojo. En la semana 9, ganó su segundo HOH y se convirtió en el primer HOH en solitario de la temporada. Nominó a Donny Thompson y Nicole Franzel para el desalojo. La misma semana, Calafiore ganó su primer poder de veto y optó por mantener las nominaciones iguales, lo que resultó en el desalojo de Thompson. En la Semana 11, Calafiore fue nominado junto a Rafaeli por Grande, quien era el HOH. Sin embargo, debido a un giro que reinició el juego en una semana, tanto Calafiore como Rafaeli salieron del bloque. En la semana 12, Calafiore ganó su segundo y tercer poder de veto de la temporada. El día 90, fue el único voto para desalojar a Reynolds. El día 97, ganó el último HOH de la temporada. Expulsó a Rafaeli y llevó a su aliado Levasseur a la final 2, una jugada considerada por los fanáticos como una de las peores en la historia del programa. Calafiore se convirtió en el subcampeón de la temporada, perdiendo ante Levasseur en una votación de 7-2, ganando $ 50,000.
El hermano mayor de Calafiore, Paulie, participó en Big Brother 18,    donde quedó octavo lugar.

### Temporada 22
En 2020, Calafiore volvió a competir en la segunda temporada All-Star del programa. Fue HoH en las semanas 1, 8, 9 y 12, lo que le dio un total de 4 victorias y reinados de HoH. Ganó el PoV en las semanas 3, 8, 9 y 11, lo que le dio un total de 4 victorias PoV. Llegó a los 3 finalistas sin ser nominado. En los 3 últimos, Calafiore ganó el HoH final, convirtiéndose en el primer invitado de la casa en ganar el HoH final dos veces, así como en el primer invitado en llegar a los 2 finales sin tener que pasar por el bloque. Calafiore ganó el espectáculo por un voto unánime de 9-0.[cita requerida]  Se convirtió en el segundo invitado en la historia de Gran Hermano de EE. UU. que ganó en la Final 2 (Big Brother 22)  y perdió en la Final 2 (Big Brother 16) después de que Dan Gheesling ganara Big Brother 10 y terminara como corredor -up en Big Brother 14.  También se convirtió en el segundo huésped en la historia que no recibió un voto de desalojo en su contra y recibió todos los votos del jurado después de Gheesling.

## Carrera
En 2014, Calafiore apareció en una campaña publicitaria para la marca estadounidense de ropa interior C-IN2 y estuvo en varios números de Seventeen como parte de su panel Hot Guys. Antes de su aparición en televisión, Calafiore pasó dos años como presentador de eventos en Total Entertainment en Hackensack, Nueva Jersey. También fue asociado de ventas en ADP durante seis meses en 2015. Después de su aparición en Big Brother 16, Calafiore firmó con la agencia de modelos Soul Artist Management , con sede en Nueva York. Desde entonces ha aparecido en Winq Magazine, Men's Fitness, LOVE Magazine, Risbel Magazine, y tres editoriales para The Fashionisto. Calafiore ha aparecido en desfiles de moda como modelo para Malan Breton, Gents, y Ricardo Seco. En 2016 Calafiore coprotagonizó la película independiente What Happened Last Night . Calafiore se unió a Keller Williams Realty, en representación de Shrewsbury, Nueva Jersey, en octubre de 2019.

## Filmografía
| Año  | Título                        | Función      | Notas                           |
| ---- | ----------------------------- | ------------ | ------------------------------- |
| 2014 | Big Brother Estados Unidos 16 | Él mismo     | Participante                    |
| 2014 | El Intrépido y el Bonito      | Él mismo     | 2 episodios                     |
| 2016 | Qué Pasado Anoche             | Joe Crosby   | Película independiente          |
| 2016 | Big Brother 18                | Él mismo     | Episodios 1 & 14                |
| 2017 | Instalado lo                  | Él mismo     | Producción de correo            |
| 2017 | Clinton Carretera             | Tyler        | Preproducción                   |
| 2017 | Vivo de Decir                 | Nick Estilos | Preproducción                   |
| 2017 | Días Así                      | Mike         | En Desarrollo                   |
| 2017 | Estancia                      | James        | En Desarrollo                   |
| 2018 | Perros nuevos, Trucos Viejos  | Joe Crosby   | Función principal               |
| 2019 | Elemental                     | Jersey Shore | Episodio - El Modelo más Tardío |
| 2020 | Big Brother Estados Unidos 22 | Él mismo     | Participante/Ganador            |